# Kolem Flander 2020
104. ročník jednodenního cyklistického závodu Kolem Flander se konal 18. října 2020 v Belgii. Závod dlouhý 243,3 km vyhrál Nizozemec Mathieu van der Poel z týmu Alpecin–Fenix. Na druhém a třetím místě se umístili Wout van Aert (Team Jumbo–Visma) a Alexander Kristoff (UAE Team Emirates).
Závod se měl původně konat 5. dubna 2020, ale musel být odložen kvůli pandemii covidu-19. 17. března 2020 bylo oznámeno, že se závod nebude konat v původním termínu. 5. května bylo oznámeno, že byl závod přeložen na 18. října. Závod byl mírně zkrácen kvůli nečekanému termínu na konci sezóny a kvůli nabitému říjnovému cyklistickému programu.

## Týmy
Závodu se zúčastnilo celkem 25 týmů. Všech 19 UCI WorldTeamů bylo pozváno automaticky a muselo se zúčastnit závodu. Společně s šesti UCI ProTeamy tak utvořili startovní peloton složený z 25 týmů. Každý tým přijel se sedmi jezdci, kromě týmů Movistar a UAE Team Emirates, které přijely s šesti jezci. Celkem se na start postavilo 173 jezdců. Do cíle v Oudenaarde dojelo 110 jezdců.

### UCI WorldTeamy
- AG2R La Mondiale
- Astana
- Bahrain–McLaren
- Bora–Hansgrohe
- Intermarché–Wanty–Gobert Matériaux
- Cofidis
- EF Pro Cycling
- Elegant–Quick-Step [pozn. 1]
- Groupama–FDJ
- Israel Start-Up Nation
- Lotto–Soudal
- Mitchelton–Scott
- Movistar Team
- NTT Pro Cycling
- Ineos Grenadiers
- Team Jumbo–Visma
- Team Sunweb
- Trek–Segafredo
- UAE Team Emirates

### UCI ProTeamy
- Alpecin–Fenix
- Bingoal–Wallonie Bruxelles
- B&B Hotels–Vital Concept
- Circus–Wanty Gobert
- Sport Vlaanderen–Baloise
- Total Direct Énergie

## Výsledky
| Pořadí | Jezdec                     | Tým                  | Čas        |
| ------ | -------------------------- | -------------------- | ---------- |
| 1      | Mathieu van der Poel (NED) | Alpecin–Fenix        | 5h 43’ 22” |
| 2      | Wout van Aert (BEL)        | Team Jumbo–Visma     | + 0”       |
| 3      | Alexander Kristoff (NOR)   | UAE Team Emirates    | + 8”       |
| 4      | Anthony Turgis (FRA)       | Total Direct Énergie | + 8”       |
| 5      | Yves Lampaert (BEL)        | Elegant–Quick-Step   | + 8”       |
| 6      | Dimitri Claeys (BEL)       | Cofidis              | + 8”       |
| 7      | Oliver Naesen (BEL)        | AG2R La Mondiale     | + 8”       |
| 8      | Dylan van Baarle (NED)     | Ineos Grenadiers     | + 8”       |
| 9      | John Degenkolb (GER)       | Lotto–Soudal         | + 8”       |
| 10     | Tiesj Benoot (BEL)         | Team Sunweb          | + 8”       |